# سعادت‌آباد (حاجی‌آباد)
 روستای سعادت آباد  روستای آبادی از توابع بخش مرکزی شهرستان حاجی‌آباد در استان هرمزگان در جنوب ایران واقع شده‌است.
این روستا یکی از بخش‌های شهر حاجی‌آباد است که آب و هوای گرم و خشک دارد . اطراف روستا را از یک طرف رودخانه‌های متعدد از جمله رودخانه‌های شور ، «نیزار» و آب شور و از طرف دیگر، ارتفاعات حاجی آباد ، «نیزا» ، «دزدر» ، «وانمان»، جایین «جایین» ، «سیرو» ، «کم برآفتاب» ، «شاهین» فرا گرفته‌اند . همین ویژگی طبیعی، این منطقه را زیبا و جالب توجه کرده‌است به طوری که موجب وجد و حیرت بینندگان می‌شود . همچنین در این روستا آثار دو قلعهٔ قدیمی به نامهای قلعه حاجی آباد و قلعه کلدان باقی‌مانده که جالب توجه هستند .

## جمعیت
این روستا در دهستان طارم قرار داشته و براساس سرشماری سال ۱۳۸۵جمعیت آن ۷۶نفر (۲۰خانوار) بوده‌است.